# Áno Fanári
Áno Fanári (Ano Fanari) är en ort i Grekland.   Den ligger i prefekturen Nomós Piraiós och regionen Attika, i den sydöstra delen av landet, 60 km sydväst om huvudstaden Aten. Áno Fanári ligger 588 meter över havet och antalet invånare är 128.
Terrängen runt Áno Fanári är kuperad. Havet är nära Áno Fanári åt nordost.  Närmaste större samhälle är Ligourión, 17,0 km väster om Áno Fanári. 